# Sasa Sjanic
Sasa Sjanic, född 18 februari 1986 i Sarajevo, är en svensk före detta fotbollsmålvakt.
Sjanics moderklubb är Skiljebo SK. Han började sin seniorkarriär i Kalmar FF, dock utan att få spela några ligamatcher för klubben. I januari 2007 skrev han på för IFK Norrköping. I november 2008 skrev han på för division 1-klubben IK Sleipner. Till säsongen 2011 gick han till Vasalunds IF. I december 2012 skrev han på ett nytt ettårskontrakt med klubben.
I december 2013 skrev han på för Gefle IF. Efter säsongen 2015 avslutade Sjanic sin spelarkarriär på grund av skadebekymmer.